# Jo Woo-jin (cầu thủ bóng đá, sinh 1987)
Đây là một tên người Triều Tiên, họ là Jo.
Jo Woo-Jin (tiếng Hàn: 조우진; sinh ngày 7 tháng 7 năm 1987) là một cầu thủ bóng đá Hàn Quốc thi đấu ở vị trí tiền vệ cho nhiều câu lạc bộ bóng đá Hàn Quốc, bao gồm cả Daegu FC. Hiện tại anh thi đấu cho Ansan Greeners FC ở K League 2.

## Sự nghiệp câu lạc bộ
Jo bắt đầu sự nghiệp bóng đá năm 2006 với câu lạc bộ Nhật Bản Sanfrecce Hiroshima, trở lại Hàn Quốc năm 2008 sau khi bị câu lạc bộ giải phóng do sự xuống hạng J. League Division 2. Sau đó Jo đến Giải Quốc gia Hàn Quốc, ban đầu với Ulsan Hyundai Mipo Dockyard và sau đó là Mokpo City FC. Jo là lựa chọn ưu tiên trong đợt tuyển quân K League 2011 cho đội hình Gwangju FC trong mùa giải đầu tiên ở K League và trở lại đội một với tư cách dự bị trong thất bại 0 – 1 của Gwangju tại Cúp Liên đoàn trước Busan I'Park ngày 6 tháng 4 năm 2011.

## Thống kê câu lạc bộ
Tính đến 6 tháng 3 năm 2015
| Thành tích câu lạc bộ | Thành tích câu lạc bộ | Thành tích câu lạc bộ  | Giải vô địch | Giải vô địch | Cúp                   | Cúp                   | Cúp Liên đoàn | Cúp Liên đoàn | Tổng cộng | Tổng cộng |
| Mùa giải              | Câu lạc bộ            | Giải vô địch           | Số trận      | Bàn thắng    | Số trận               | Bàn thắng             | Số trận       | Bàn thắng     | Số trận   | Bàn thắng |
| Nhật Bản              | Nhật Bản              | Nhật Bản               | Giải vô địch | Giải vô địch | Cúp Hoàng đế Nhật Bản | Cúp Hoàng đế Nhật Bản | J.League Cup  | J.League Cup  | Tổng cộng | Tổng cộng |
| --------------------- | --------------------- | ---------------------- | ------------ | ------------ | --------------------- | --------------------- | ------------- | ------------- | --------- | --------- |
| 2006                  | Sanfrecce Hiroshima   | J1 League              | 0            | 0            | 1                     | 0                     | 0             | 0             | 1         | 0         |
| 2007                  | Sanfrecce Hiroshima   | J1 League              | 0            | 0            | 0                     | 0                     | 0             | 0             | 0         | 0         |
| Hàn Quốc              | Hàn Quốc              | Hàn Quốc               | Giải vô địch | Giải vô địch | Cúp KFA               | Cúp KFA               | Cúp Liên đoàn | Cúp Liên đoàn | Tổng cộng | Tổng cộng |
| 2008                  | Ulsan Mipo Dolphins   | Giải Quốc gia Hàn Quốc | 4            | 0            | 1                     | 0                     | -             | -             | 5         | 0         |
| 2010                  | Mokpo City            | Giải Quốc gia Hàn Quốc | 21           | 2            | 1                     | 0                     | -             | -             | 22        | 2         |
| 2011                  | Gwangju FC            | K League               | 8            | 0            | 0                     | 0                     | 3             | 0             | 11        | 0         |
| 2012                  | Gwangju FC            | K League               | 9            | 1            | 1                     | 0                     | -             | -             | 10        | 1         |
| 2013                  | Daegu FC              | K League Classic       | 3            | 0            | 0                     | 0                     | -             | -             | 3         | 0         |
| 2014                  | Cheonan City FC       | Giải Quốc gia Hàn Quốc | 11           | 0            | 0                     | 0                     | -             | -             | 11        | 0         |
| Quốc gia              | Nhật Bản              | Nhật Bản               | 0            | 0            | 1                     | 0                     | 0             | 0             | 1         | 0         |
| Quốc gia              | Hàn Quốc              | Hàn Quốc               | 56           | 3            | 3                     | 0                     | 3             | 0             | 62        | 3         |
| Tổng cộng sự nghiệp   | Tổng cộng sự nghiệp   | Tổng cộng sự nghiệp    | 56           | 3            | 4                     | 0                     | 3             | 0             | 63        | 3         |